# Larisa Mikhalchenko
Larisa Mikhalchenko (née le 16 mai 1963 à Lviv) est une athlète ukrainienne spécialiste du lancer du disque. Elle représente l'URSS jusqu'à sa dissolution (1991) puis l'Ukraine.

## Carrière

### Palmarès
| Date | Compétition                  | Lieu      | Résultat | Perf'   |
| ---- | ---------------------------- | --------- | -------- | ------- |
| 1981 | Championnats d'Europe junior | Utrecht   | 3e       | 53,38 m |
| 1987 | Championnats du monde        | Rome      | 7e       | 64,72 m |
| 1988 | Jeux olympiques d'été        | Séoul     | 10e      | 64,08 m |
| 1990 | Finale du Grand Prix IAAF    | Athènes   | 3e       | 63,34 m |
| 1991 | Championnats du monde        | Tokyo     | 3e       | 68,26 m |
| 1993 | Championnats du monde        | Stuttgart | 10e      | 60,76 m |

### Records
| Épreuve          | Performance | Lieu    | Date         |
| ---------------- | ----------- | ------- | ------------ |
| Lancer du disque | 70,80 m     | Kharkiv | 18 juin 1988 |